# Svjatlana Paramyhina
Svjatlana Vjačaslavaŭna Paramyhina (in bielorusso Святлана Вячаславаўна Парамыгіна?; Sverdlovsk, 5 aprile 1965) è un'ex biatleta bielorussa, vincitrice di medaglie olimpiche e mondiali e di una Coppa del Mondo. Prima della dissoluzione dell'Unione Sovietica (1991), ha gareggiato per la nazionale sovietica; ai XVI Giochi olimpici invernali di Albertville 1992 ha fatto parte della squadra unificata. È indicata anche con la variante russa del suo nome, Светлана Парамыгина  (Svetlana Paramygina).

## Biografia
In Coppa del Mondo ottenne il primo podio, nonché primo risultato di rilievo, il 19 dicembre 1992 a Pokljuka (2ª) e la prima vittoria il 15 gennaio 1994 a Ruhpolding. Nel 1993-1994 si aggiudicò la coppa di cristallo.
In carriera prese parte a tre edizioni dei Giochi olimpici invernali, Albertville 1992 (21ª nell'individuale), Lillehammer 1994 (2ª nella sprint, 4ª nell'individuale, 6ª nella staffetta) e Nagano 1998 (24ª nella sprint, 12ª nell'individuale, 12ª nella staffetta), e a undici dei Campionati mondiali, vincendo cinque medaglie.

## Palmarès

### Olimpiadi
- 1 medaglia:
  - 1 argento (sprint[2] a Lillehammer 1994)

### Mondiali
- 5 medaglie:
  - 3 ori (gara a squadre a Minsk/Oslo/Kontiolahti 1990; gara a squadre a Lahti 1991; gara a squadre[2] a Canmore 1994)
  - 1 argento (gara a squadre[2] a Borovec 1993)
  - 1 bronzo (individuale[2] a Borovec 1993)

### Coppa del Mondo
- Vincitrice della Coppa del Mondo nel 1994
- 20 podi (19 individuali, 1 a squadre[1]), oltre a quelli ottenuti in sede olimpica e iridata e validi anche ai fini della Coppa del Mondo:
  - 9 vittorie (individuali)
  - 7 secondi posti (6 individuali, 1 a squadre)
  - 4 terzi posti (individuali)

#### Coppa del Mondo - vittorie
| Data            | Località    | Nazione   | Spec. |
| --------------- | ----------- | --------- | ----- |
| 15 gennaio 1994 | Ruhpolding  | Germania  | SP    |
| 22 gennaio 1994 | Anterselva  | Italia    | SP    |
| 10 marzo 1994   | Hinton      | Canada    | IN    |
| 12 marzo 1994   | Hinton      | Canada    | SP    |
| 26 gennaio 1995 | Ruhpolding  | Germania  | IN    |
| 11 marzo 1995   | Lahti       | Finlandia | SP    |
| 16 marzo 1995   | Lillehammer | Norvegia  | IN    |
| 9 dicembre 1995 | Östersund   | Svezia    | SP    |
| 13 marzo 1997   | Novosibirsk | Russia    | IN    |

Legenda:

IN = individuale

SP = sprint